# Вурдалаки (фильм, 2017)
«Вурдалаки» — российский художественный фильм режиссёра Сергея Гинзбурга. Экранизация рассказа Алексея Константиновича Толстого «Семья вурдалака». Премьера состоялась 22 февраля 2017 года. Первый тизер-трейлер вышел 30 марта 2016 года.

## Сюжет
События фильма разворачиваются в XVIII веке. Императрица Елизавета Петровна отправляет в Карпаты своего крестника Андрея, чтобы вернуть в Петербург сосланного (на самом деле территория России выйдет к Карпатам только в 1944 году) в Спасский монастырь монаха Лавра. При встрече с Андреем Лавр отказывается возвращаться в столицу. Позже Андрей понимает, что в горных лесах обитают вурдалаки, пристанищем которых является замок Витольда — главного вампира, конечной целью которого является порабощение человечества. Андрей встречает настоящую любовь, ради которой вступает в схватку со сверхъестественным злом и в конце концов побеждает его.

## В ролях
- Константин Крюков — Андрей Васильевич Любчинский, флигель-адъютант
- Аглая Шиловская — Милена
- Михаил Пореченков — Лавр
- Роман Мадянов — Парамон, слуга Андрея
- Андрей Руденский — Витольд Пештефи
- Игорь Хрипунов — турок
- Анатолий Гущин — Лукач
- Михаил Жигалов — Горча
- Константин Милованов — Георгий, брат Милены
- Анна Арланова — Зденка
- Юлия Ауг — мама Марики
- Екатерина Стулова — вурдалачка
- Лера Арефьева — Марика
- Иван Шмаков — Миша

## Съёмочная группа
- Сценарий: Алексей Тимм, Тихон Корнев, Алексей Караулов
- Композиторы: Александр Туркунов,  Вадим Маевский
- Оператор-постановщик: Андрей Гуркин
- Режиссёр-постановщик: Сергей Гинзбург

## Создание
Сценарий фильма был написан ещё весной 2008 года, но из-за очередного кризиса съёмки были отложены на долгое время, пока компания «ГОРАД» не выкупила права и не реанимировала проект. О подготовительном периоде продюсер Екатерина Гордецкая рассказала следующее:

Подготовительный период начался в мае 2014 года. Тогда мы плотно работали со сценарием и параллельно разрабатывали общую стилистику фильма, создавали референсы персонажей фильма — как должны выглядеть главные герои картины, жители деревни, какими будут силы зла и т. д. За пять месяцев до старта съёмок подключились художник по костюмам, художник-постановщик, ассистент режиссёра по реквизиту, и референсы доработались, превратившись уже в финальные эскизы костюмов, декораций, реквизита.
 Съёмки проводились в Крыму, на территории исторического комплекса Чуфут-Кале.